# Lubefu (territoire)
Le territoire de Lubefu est une entité déconcentrée de la province du Sankuru en république démocratique du Congo.

## Géographie
Le territoire s'étend au sud de la province de Sankuru.

## Commune
Le territoire compte une commune rurale de moins de 80 000 électeurs.
- Lubefu, (7 conseillers municipaux)

## Secteurs
Il est divisé en 4 secteurs : Basonge, Mondja-Ngandu, Ndjovu, Ngandu-Wuma.